# 栗背岩鹨
栗背岩鹨（学名：Prunella immaculata）为岩鹨科岩鹨属的鸟类。分布于尼泊尔、不丹、印度、缅甸以及中国甘肃、四川、云南、西藏等地，常见于山地森林区较开阔的地带以及活动于沟谷坡坎的草丛及灌丛处地面。该物种的模式产地在尼泊尔。